# Мономер
Мономери су мали молекули, са специфичном молекулском структуром, чијим хемијским повезивањем настају макромолекули. Основно својство мономера је да садрже барем две функционалне групе, које им омогућавају међусобно повезивање ковалентним везама.
Условно, мономери се могу поделити у три групе:
1. мономери који носе две или више функционалних група, као што су хидроксикиселине, аминокиселине, диамини, дикарбонске киселине, дихлориди итд.,
2. мономери са незасићеним и то најчешће двоструким и троструким везама, као што су етен, пропен, 1,3-бутадиен, формалдехид и ацетилен,
3. циклични мономери са хетероатомом у прстену.

Мономери су молекули који могу реаговати са другим молекулима мономера и формирати већи полимерни ланац или тродимензионалну мрежу у процесу који се зове полимеризација.
Мономери се могу класификовати на више начина. Они се могу поделити у две широке класе, зависно од врсте полимера који формирају. Мономери који учествују у кондензацијској полимеризацији имају другачију стехиометрију од мономера који учествују у адиционој полимеризацији:
Остале класификације су:
- поларни и неполарни мономери, нпр. винил ацетат и етилен,

- природни и синтетички мономери; природни су: глицин, аминокиселине, нуклеотиди, глукоза, изопрен, а синтетички су: капролактам, етилен, стирен, бисфенол А,

- циклички и линеарни, нпр. етилен оксид и етилен гликол.